# Agnieszka Bednarek
Agnieszka Bednarek (* 20. únor 1986, Złotów, Velkopolské vojvodství) je polská volejbalistka. V současné době nastupuje v dresu polského Muszynianka Fakro Muszyna. V roce 2009 odešla na rok do Muszyny. Ve čtvrté sezoně hrála v dresu Farmutil Piła.

## Kluby
- Muszynianka Fakro Muszyna
- PTPS Farmutil Piła
- SMS Sosnowiec
- Sparta Złotów

## Úspěchy
- 2006  vicemistryně Polsko
- 2007  vicemistryně Polsko
- 2008  vicemistryně Polsko
- 2008  vítěz polského poháru
- 2008  vítěz polského superpoháru
- 2009  3. místo Farmuil Piła